# Familie Braun
Familie Braun é uma série de televisão alemã escrita por Manuel Meimberg, e produzida por Beatrice Kramm. Composta por oito episódios a série foi exibida antecipadamente no YouTube e transmitida pela primeira vez na televisão em 12 de fevereiro de 2016 pela ZDF.

## Elenco
- Edin Hasanovic, como Thomas Braun
- Vincent Krüger, como Kai Stahl
- Nomie Laine Tucker, como Lara
- Stephan Grossmann, como Sr. Bärenkamp
- Karmela Shako, como mãe de Lara
- Steven Schuto, como policial
- Fabian Rieck, como policial
- Florian Mundt, como motorista
- Max Krüger, como passageiro

## Episódios
| Episódio | Título                  | Data                    |
| -------- | ----------------------- | ----------------------- |
| #1       | Lara                    | 05 de fevereiro de 2016 |
| #2       | Abschiebung gescheitert | 06 de fevereiro de 2016 |
| # 3      | Integrationskurs        | 07 de fevereiro de 2016 |
| #4       | Hitler ist schwul       | 08 de fevereiro de 2016 |
| #5       | Deutschunterricht       | 10 de fevereiro de 2016 |
| #6       | Spieleabend             | 11 de fevereiro de 2016 |
| #7       | Sieg!                   | 12 de fevereiro de 2016 |
| #8       | Kostümtag               | 15 de fevereiro de 2016 |

## Prêmios
| Ano  | Prêmio             | Categoria                     | Resultado |
| ---- | ------------------ | ----------------------------- | --------- |
| 2015 | IFFMH              | Prêmio do Público             | Venceu    |
| 2016 | Premios Ondas      | Menção Honrosa - Televisão    | Venceu    |
| 2017 | Emmy Internacional | Melhor Série de Cruta Duração | Venceu    |